# Elia Bartolini
Elia Bartolini (Cesena, 31 luglio 2003) è un pilota motociclistico italiano, vincitore del campionato italiano Moto3 nel 2021.

## Carriera
Comincia a correre in competizioni nazionali nel 2010, giungendo ottavo nel campionato Italiano categoria SAV, nel 2012 vince il campionato Regionale e il trofeo Marco Simoncelli nella stessa categoria.
Nel 2013 vince il campionato Europeo sempre categoria Junior A, passando l'anno successivo alla categoria Junior B vincendo tutte le tappe del campionato Europeo con il team SG Racing. Nel 2015 conquista il titolo Italiano nella categoria MiniGP 50 con il team Pasini Racing.
Nel 2016 c'è il passaggio alla categoria Premoto3 125 conquistando una vittoria sul circuito di Imola. Dopo un anno nella Premoto3 250, nel 2018 c'è il passaggio al campionato Italiano Velocità in Moto3 con il team RMU VR/46 Riders Academy e dove giunge al settimo posto finale.
Nel 2019 rimane nel CIV passando allo SKY Racing Team VR46, sempre in Moto3, dove giunge ottavo e ottiene una vittoria e due podi. Corre inoltre la sua prima gara nel motomondiale a Misano, come wild card con licenza sammarinese, arrivando 15º e ottenendo così il suo primo punto nel motomondiale. Nel 2020 è quarto nel campionato italiano Moto3 andando a vincere la gara conclusiva a Vallelunga.
Nel 2021 esordisce vincendo al Mugello. Nello stesso anno corre al Mugello e a Misano nella classe Moto3 del motomondiale come wild card con una KTM RC 250 GP e con la stessa moto in Catalogna, Germania e Italia per il team Avintia Esponsorama in sostituzione dell'infortunato Carlos Tatay, ottenendo i primi punti stagionali. Corre anche il Gran Premio motociclistico d'Austria per lo stesso team in sostituzione dell'infortunato Niccolò Antonelli. Nel motomondiale ha totalizzato 7 punti. Al termine di gara 2 del CIV Moto3 disputata a Vallelunga, Bartolini si laurea campione italiano della categoria con cinque vittorie, e nove podi complessivi in dodici gare, chiudendo con un vantaggio di sette punti sul secondo classificato Matteo Bertelle. Nel 2022 è pilota titolare in Moto3, con lo stesso team con cui aveva preso parte ad alcune gare la stagione precedente, il compagno di squadra è Matteo Bertelle. Porta a termine tutte le gare in calendario tranne una classificandosi ventiduesimo. Nel 2023 torna a gareggiare nel campionato italiano di Moto3. Ottiene una vittoria e sei piazzamenti a podio classificandosi al quarto posto. Il 2024 vede Bartoni impeganto su due fronti: nel CIV Moto3, dove vince due gare e chiude al terzo posto; e nel mondiale Supersport 300 dove chiude tredicesimo.

## Risultati in gara

### Motomondiale
| 2019 | Classe | Moto |  |  |  |  |  |  |  |  |  |  |  |  |    |  |  |  |  |  |  |  |  |  | Punti | Pos. |
| ---- | ------ | ---- |  |  |  |  |  |  |  |  |  |  |  |  | -- |  |  |  |  |  |  |  |  |  | ----- | ---- |
| 2019 | Moto3  | KTM  |  |  |  |  |  |  |  |  |  |  |  |  | 15 |  |  |  |  |  |  |  |  |  | 1     | 34º  |

| 2021 | Classe | Moto |  |  |  |  |  |    |    |    |    |  |    |  |  |     |  |  |  |  |  |  |  |  | Punti | Pos. |
| ---- | ------ | ---- |  |  |  |  |  | -- | -- | -- | -- |  | -- |  |  | --- |  |  |  |  |  |  |  |  | ----- | ---- |
| 2021 | Moto3  | KTM  |  |  |  |  |  | 20 | 13 | 12 | 16 |  | 23 |  |  | Rit |  |  |  |  |  |  |  |  | 7     | 27º  |

| 2022 | Classe | Moto |    |   |    |    |    |    |    |   |    |    |     |    |    |    |    |    |    |    |    |    |  |  | Punti | Pos. |
| ---- | ------ | ---- | -- | - | -- | -- | -- | -- | -- | - | -- | -- | --- | -- | -- | -- | -- | -- | -- | -- | -- | -- |  |  | ----- | ---- |
| 2022 | Moto3  | KTM  | 18 | 8 | 11 | 19 | 19 | 16 | 16 | 8 | 17 | 14 | Rit | 16 | 20 | 15 | 20 | 16 | 18 | 20 | 13 | 22 |  |  | 27    | 22º  |

| Legenda | 1º posto        | 2º posto            | 3º posto            | A punti      | Senza punti        | Grassetto – Pole position Corsivo – Giro più veloce |
| Legenda | Gara non valida | Non qual./Non part. | Ritirato/Non class. | Squalificato | '-' Dato non disp. | Grassetto – Pole position Corsivo – Giro più veloce |

### Campionato mondiale Supersport 300
| 2024 | Moto   |    |    |    |   |     |   |    |    |   |   |     |   |    |    |    |    | Punti | Pos. |
| ---- | ------ | -- | -- | -- | - | --- | - | -- | -- | - | - | --- | - | -- | -- | -- | -- | ----- | ---- |
| 2024 | Yamaha | 11 | 21 | 16 | 6 | Rit | 8 | 16 | 10 | 5 | 5 | Rit | 9 | 17 | 15 | 15 | 13 | 63    | 13º  |

| 2025 | Moto   |    |   |    |    |   |     |    |    |  |  |  |  |  |  |  |  | Punti | Pos. |
| ---- | ------ | -- | - | -- | -- | - | --- | -- | -- |  |  |  |  |  |  |  |  | ----- | ---- |
| 2025 | Yamaha | 15 | 8 | 14 | 15 | 6 | Rit | 22 | 16 |  |  |  |  |  |  |  |  | 22    |      |

| Legenda | 1º posto        | 2º posto            | 3º posto           | A punti      | Senza punti        | Grassetto – Pole position Corsivo – Giro più veloce |
| Legenda | Gara non valida | Non qual./Non part. | Ritirato/Non class | Squalificato | '-' Dato non disp. | Grassetto – Pole position Corsivo – Giro più veloce |